# Keppel (Schmallenberg)
Keppel  ist ein Ortsteil der Stadt Schmallenberg in Nordrhein-Westfalen.
Der Ortsteil liegt rund sieben Kilometer nordwestlich von Schmallenberg. Angrenzende Orte sind Silberg, Landenbeckerbruch, Arpe und Oberlandenbeck. Rund 200 Meter nördlich von Keppel entspringt der Bach Hardtsiepen.
Der den Ortsteil prägende Hof der Familie Schauerte entstand Ende der 1890er Jahre. Bis zur kommunalen Neugliederung in Nordrhein-Westfalen gehörte Keppel zur Gemeinde Berghausen. Seit dem 1. Januar 1975 ist das Gehöft ein Ortsteil der Stadt Schmallenberg.

## Fotos

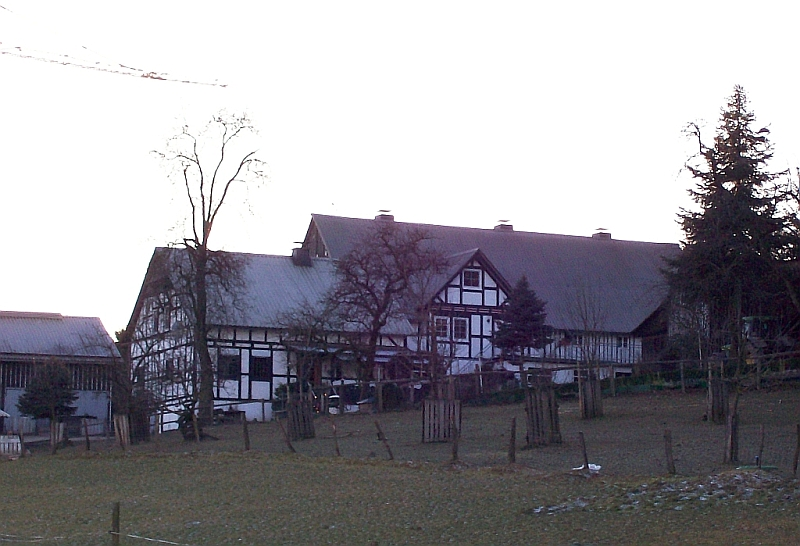
Keppel
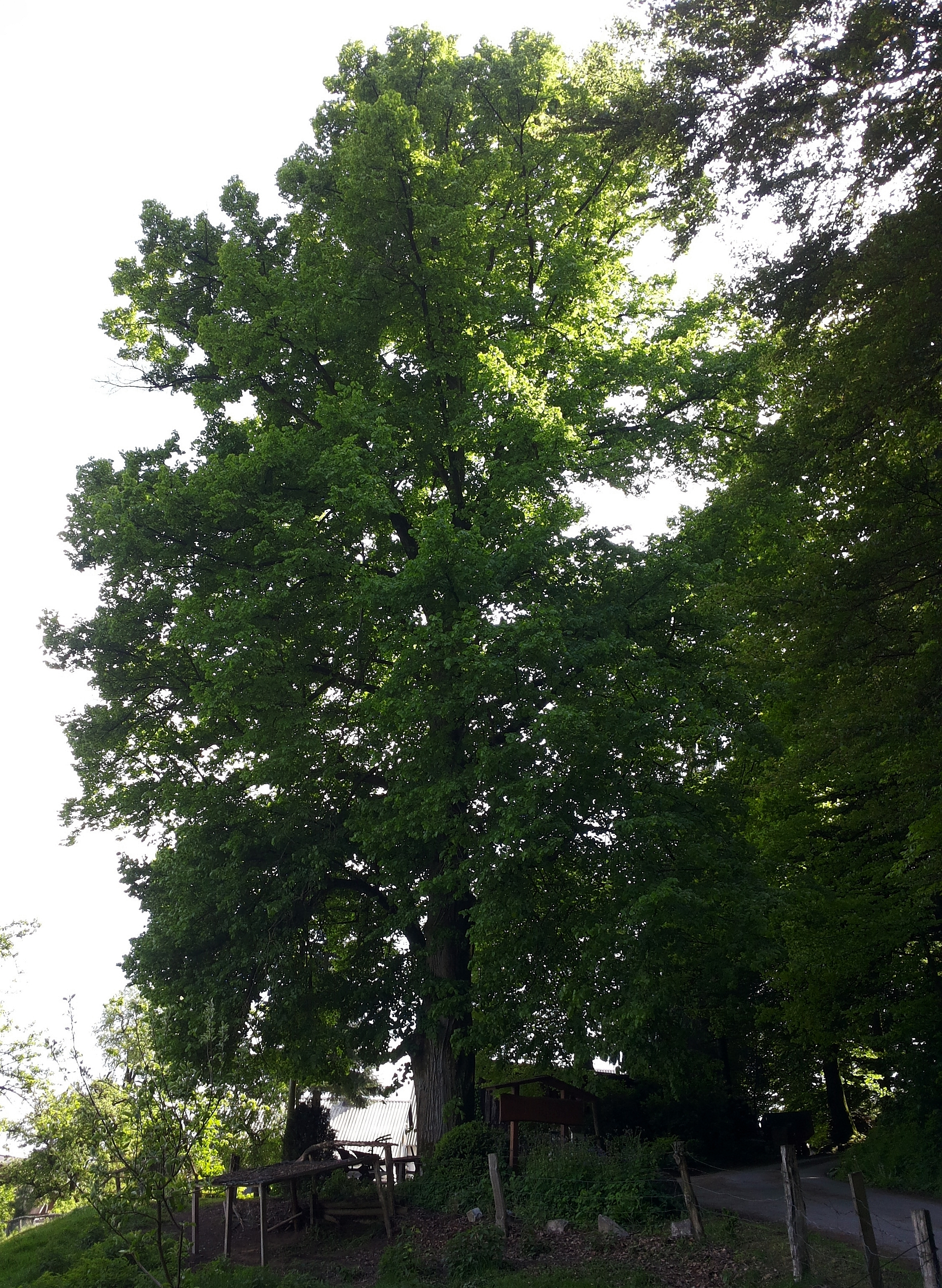
Naturdenkmal (Linde) in Keppel